# گمینا وشمیژتسه
گمینا وشمیژتسه (به لهستانی:  Gmina Wyśmierzyce) یک گمینا در لهستان است که در شهرستان بیاووبژگی واقع شده‌است. گمینا وشمیژتسه ۱۰۴٫۳۱ کیلومتر مربع مساحت و ۲٬۸۹۷ نفر جمعیت دارد.